# 29 октомври
29 октомври е 302-рият ден в годината според григорианския календар (303-ти през високосна). Остават 63 дни до края на годината.

## Събития
- 539 пр.н.е. – Персийският цар Кир II Велики, със завладяването на Вавилон издава първият писмен документ за правата на човека, известен като Цилиндъра на Кир.
- 1859 г. – Испания обявява война на Мароко.
- 1886 г. – III велико народно събрание избира за княз принц Валдемар Датски, но под натиска на Русия баща му, крал Кристиан, отклонява избора.
- 1912 г. – Балканската война: Османската империя иска примирие. Княз Фердинанд скрива предложението от съюзниците и продължава войната.
- 1912 г. – Български самолет бомбардира от въздуха старата гара Караагач на Одрин, която е първият бомбардиран от въздуха обект със стратегическа цел в историята.
- 1923 г. – Създадена е Република Турция, за президент е избран Мустафа Кемал Ататюрк.
- 1929 г. – Крахът на Уолстрийт 1929: Настъпва пореден срив на Нюйоркската фондова борса, известен като „черният четвъртък“, с което приключва бичия пазар от 1920 година и започва Голямата депресия.
- 1935 г. – Открита е Автомагистрала А7 в Италия.
- 1944 г. – Втората Световна Война: Червената Армия влиза в Унгария.
- 1944 г. – Градът Бреда в Холандия е освободен от Първа полска бронирана дивизия.
- 1952 г. – Започва съдебно дело срещу католическия епископ Иван Романов, който е осъден на 12 години строг тъмничен затвор за „шпионаж“.
- 1969 г. – Първата връзка между компютър и компютър е настроена в ARPANET,
- 1980 г. – Приет е закон за прокуратурата на Народна република България.
- 1992 г. – С решение на Националния координационен съвет на СДС президентът д-р Желю Желев е обявен за „предател“.
- 1998 г. – Пожар в дискотека в Гьотеборг, изгарят 63 деца
- 2002 г. – Официално посещение в България на румънския премиер Адриан Нъстасе, който поставя въпроса за румънското малцинство и присъства на подписването на двустранното споразумение за енергийно сътрудничество.
- 2002 г. – Върховният административен съд на България прекратява сделката по продажбата на Булгартабак заради нарушения в процедурата.
- 2002 г. – Заседанието на кредиторите на Авиокомпания „Балкан“ отхвърля плана за оздравяване на компанията и тя е обявена в ликвидация.
- 2006 г. – Самолетът при полет 053 на „ADC Еърлайнс“ катастрофира след излитане от международното летище „Ннамди Азикиве“, Абуджа, Нигерия и убива 96 души.
- 2010 г. – Успешен тест с едновременно изпитание на всички видове МБР на Русия – „Булава“, Р-29РМУ2 „Синева“ и Р-29Р от ядрени подводници и „РТ-2 Топол М“.

## Родени
- 1507 г. – Фернандо Алварес де Толедо, испански военачалник († 1583 г.)
- 1815 г. – Людовит Щур, словашки възрожденски деец († 1856 г.)
- 1816 г. – Фердинанд II, крал на Португалия († 1885 г.)
- 1853 г. – Иван Славейков, български педагог и общественик († 1901 г.)
- 1866 г. – Нед Дойг, шотландски футболен вратар († 1919 г.)
- 1867 г. – Исидор Садгер, съдебен лекар († 1942 г.)
- 1874 г. – Димитър Попиванов, български музикален деец († 1954 г.)
- 1875 г. – Мария Единбургска, кралица на Румъния († 1938 г.)
- 1877 г. – Ото Пьоцъл, австрийски лекар († 1962 г.)
- 1878 г. – Илия Ращанов, български революционер († 1945 г.)
- 1879 г. – Франц фон Папен, германски политик, дипломат и държавник († 1969 г.)
- 1880 г. – Абрам Йофе, руски физик († 1960 г.)
- 1890 г. – Ханс-Валентин Хубе, немски генерал-полковник († 1944 г.)
- 1891 г. – Иван Багрянов, Министър-председател на България († 1945 г.)
- 1895 г. – Дочо Михайлов, български революционер († 1926 г.)
- 1897 г. – Йозеф Гьобелс, министър на нацистката пропаганда († 1945 г.)
- 1903 г. – Васил Хаджикимов, български революционер († 1992 г.)
- 1903 г. – Мечислав Яструн, полски поет († 1983 г.)
- 1904 г. – Ханс-Йоахим Декерт, германски офицер († 1988 г.)
- 1906 г. – Фредрик Браун, американски писател († 1972 г.)
- 1914 г. – Максим, български патриарх († 2012 г.)
- 1923 г. – Карл Джераси, австрийски химик († 2015 г.)
- 1924 г. – Збигнев Херберт, полски поет († 1998 г.)
- 1926 г. – Неджметин Ербакан, министър-председател на Турция († 2011 г.)
- 1929 г. – Евгений Примаков, руски политик († 2015 г.)
- 1929 г. – Мария Петрова, български аграрен учен
- 1930 г. – Бърни Екълстоун, Президент на „Формула 1 Мениджмънт“
- 1938 г. – Елен Джонсън Сърлиф, президент на Либерия, Нобелов лауреат
- 1938 г. – Ралф Бакши, американски аниматор
- 1943 г. – Дон Симпсън, американски филмов продуцент († 1996 г.)
- 1943 г. – Норман Хънтър, английски футболист († 2020 г.)
- 1944 г. – Христина Ангелакова, българска оперна певица († 2018 г.)
- 1946 г. – Борислав Великов, български политик
- 1947 г. – Ричард Драйфус, американски актьор
- 1950 г. – Абдуллах Гюл, турски политик
- 1956 г. – Георги Гьолски, български народен певец
- 1960 г. – Агим Чеку, премиер на Косово
- 1964 г. – Зоран Ставрески, политик от Република Македония
- 1970 г. – Едвин ван дер Сар, холандски футболист
- 1970 г. – Наум Кайчев, български историк
- 1970 г. – Филип Кокю, холандски футболист
- 1971 г. – Уинона Райдър, американска киноактриса
- 1973 г. – Робер Пирес, френски футболист
- 1974 г. – Оливер Ковачевич, сръбски футболист
- 1975 г. – Франк Бауман, немски футболист
- 1979 г. – Николай Кръстев, български футболист
- 1979 г. – Деси, българска попфолк певица
- 1983 г. – Нурджан Тайлан, турска щангистка
- 1983 г. – Фреди Истуд, уелски футболист
- 1986 г. – Паулина Джеймс, американска порно актриса
- 1990 г. – Пламен Димов, български футболист
- 1990 г. – Галин Димов, български футболист

## Починали
- 1034 г. – Оделрик Манфред II, маркграф на Торино (* 992 г.)
- 1268 г. – Конрадин, Крал на Йерусалим (* 1252 г.)
- 1268 г. – Фридрих I, маркграф на Баден (* 1249 г.)
- 1321 г. – Стефан II Милутин, крал на Сърбия (* 1253 г.)
- 1339 г. – Александър II, велик княз на Владимирско-Суздалското княжество (* 1301 г.)
- 1395 г. – Иван Шишман, цар на България (* ?)
- 1618 г. – Уолтър Роли, английски поет (* 1554 г.)
- 1783 г. – Жан Лерон д'Аламбер, френски философ (* 1717 г.)
- 1794 г. – Григорий Сковорода, украински философ (* 1722 г.)
- 1877 г. – Павел Бобеков, – председател на Привременното правителство (* 1852 г.)
- 1889 г. – Николай Чернишевски, руски писател (* 1828 г.)
- 1911 г. – Джоузеф Пулицър, американски журналист (* 1847 г.)
- 1914 г. – Пейо Яворов, български поет (* 1878 г.)
- 1924 г. – Франсис Ходжсън Бърнет, американска писателка (* 1849 г.)
- 1932 г. – Жозеф Бабински, френски невролог (* 1857 г.)
- 1940 г. – Димитър Чуповски, ранен македонист (* 1878 г.)
- 1943 г. – Винчо Христов, български партизанин (* 1918 г.)
- 1943 г. – Марин Пенков, български партизанин (* 1915 г.)
- 1944 г. – Иван Попов, български политик (* 1890 г.)
- 1949 г. – Георги Гурджиев, философ (* 1866 г.)
- 1953 г. – Александър Жендов, български художник (* 1901 г.)
- 1955 г. – Иван Пашов, български революционер († 1881 г.)
- 1964 г. – Георги Христов, български революционер (* 1876 г.)
- 1975 г. – Ристо Кърле, македонски драматург (* 1900 г.)
- 1980 г. – Герхард фон Шверин, немски генерал (* 1899 г.)
- 1997 г. – Маргарит Минков, български писател (* 1947 г.)
- 1997 г. – Антон Шандор Ла Вей, основател на Църква на Сатаната (* 1930 г.)
- 2001 г. – Григорий Чухрай, руски режисьор (* 1921 г.)
- 2003 г. – Франко Корели, италиански тенор (* 1921 г.)
- 2003 г. – Хал Клемънт, американски писател (* 1922 г.)
- 2005 г. – Джино Армано, италиански футболист (* 1927 г.)
- 2005 г. – Петър Панагонов, български футболист (* 1930 г.)
- 2008 г. – Уилям Уортън, американски писател (* 1925 г.)
- 2012 г. – Младен Киселов, български театрален режисьор (* 1943 г.)

## Празници
- Ден на бесарабските българи
- Танзания – Ден на Танзания
- Турция – Ден на републиката (отказване от статута на Османска империя, 1923 г., национален празник)